# Antares (Schiff, 1937)
Die Antares war ein 1937 in Lübeck gebautes Dampfschiff, das am 10. April 1940 vor Lysekil versenkt wurde.

## Das Schiff
Das Dampfschiff Antares wurde 1937 bei der Lübecker Maschinenbau Gesellschaft (LMG) gebaut. Stapellauf war am 25. Februar 1937. Das Schiff mit Bau-Nr. 363 wurde am 22. Mai des Jahres an die Argo Reederei Rich. Adler & Co. in Bremen übergeben. Es war 97,46 Meter lang und 14,35 Meter breit. Vermessen war das Schiff mit 2593 BRT / 1470 NRT, die Tragfähigkeit betrug 4080 tdw. Der Antrieb war eine Doppel-Expansionsmaschine mit 1750 PS. Die Antares lief damit max. 12 Knoten. Als Funkstelle erhielt das Schiff einen Mittelwellen-Telegrafiesender S356 S von Telefunken und zusätzlich einen Funkpeiler E374 N von Telefunken.

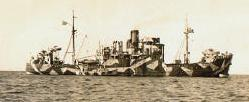
Eines der Schwesterschiffe: Sperrbrecher 131, ex Schwan, der Kriegsmarine; etwa 1943

## Geschichte
1940 wurde die Antares im Rahmen der Operation Weserübung in der 1. Seetransportstaffel nach Oslo geschickt. Am 10. April 1940 wurde das Schiff vor Lysekil 58° 3′ N, 11° 0′ O von dem britischen U-Boot Sunfish versenkt. Die Antares glich in ihrer Bauart und Seitenansicht dem Argo-Dampfschiff Habicht von 1938. Eines der Schwesterschiffe der Antares war das Dampfschiff Arcturus. Es wurde im November 1937 von der Werft an die Argo Reederei übergeben und 1940 von der Royal Navy versenkt.